# ۱۹۳۹ (فیلم ۱۹۸۹)
۱۹۳۹ (انگلیسی: 1939) یک فیلم درام سوئدی است که در سال ۱۹۸۹ منتشر شد.